# Championnat du Costa Rica de football 1940
Navigation
Saison précédente Saison suivante
La Primera División 1940 est la vingtième édition de la première division costaricienne.
Lors de ce tournoi, le LD Alajuelense a tenté de conserver son titre de champion du Costa Rica face aux cinq meilleurs clubs costariciens.
Chacun des six clubs participant était confronté deux fois aux cinq autres équipes.

## Les 6 clubs participants
| \| San José: Gimnástica Española CS La Libertad LD Alajuelense CS Cartagines I San José CS Herediano I San José Orión FC \| Localisation des clubs engagés dans le championnat. |
| San José: Gimnástica Española CS La Libertad LD Alajuelense CS Cartagines I San José CS Herediano I San José Orión FC                                                           |

| Club                | Stade                        | Capacité          | Ville      |
| LD Alajuelense      | Stade inconnu                | Capacité inconnue | Alajuela   |
| CS Cartagines       | Stade inconnu                | Capacité inconnue | Cartago    |
| Gimnástica Española | Stade inconnu                | Capacité inconnue | San José   |
| CS Herediano        | Stade inconnu                | Capacité inconnue | Heredia    |
| CS La Libertad      | Stade national du Costa Rica | 25 500            | San José   |
| Orión FC            | Stade Lito Monge             | 27 500            | Curridabat |

## Compétition
Les six équipes s'affrontent à deux reprises selon un calendrier tiré aléatoirement. 
Le classement est établi sur l'ancien barème de points (victoire à 2 points, match nul à 1, défaite à 0).
Le départage final se fait selon les critères suivants :
- Le nombre de points.
- Un match de départage.

### Classement
| Rang | Équipe              | Pts | J  | G | N | P | Bp | Bc | Diff |
| ---- | ------------------- | --- | -- | - | - | - | -- | -- | ---- |
| 1    | CS Cartagines       | 13  | 10 | 5 | 3 | 2 | 28 | 20 | +8   |
| 2    | Orión FC            | 12  | 10 | 5 | 2 | 3 | 19 | 18 | +1   |
| 3    | CS Herediano        | 11  | 10 | 4 | 3 | 3 | 28 | 20 | +8   |
| 4    | Gimnástica Española | 10  | 10 | 5 | 0 | 5 | 20 | 26 | -6   |
| 5    | CS La Libertad      | 9   | 10 | 4 | 1 | 5 | 24 | 24 | 0    |
| 6    | LD Alajuelense (T)  | 5   | 10 | 2 | 1 | 7 | 18 | 29 | -11  |

| Légende : Abréviations | Légende : Abréviations |
| ---------------------- | ---------------------- |
|                        | (T) : Tenant du titre  |

## Bilan du tournoi
| Tableau d'Honneur |               |
| Compétition       | Vainqueur     |
| Primera División  | CS Cartagines |